# Герцог Единбургский (броненосен крайцер)
Герцог Единбургский (на руски: Герцог Эдинбургский) e броненосен крайцер (рангоутна полуброненосна фрегата) на Руския императорски флот. Той е вторият кораб на проекта „Генерал-адмирал“. Заложен е с името „Александр Невский“, но на 26 януари 1872 г. получава новото си име в чест на Алфред – херцог на Единбург, втория син на кралица Виктория и зет на император Александър II.

## Проектиране
Построен е по проект на адмирал Андрей Александрович Попов и корабните инженери Иван Сергеевич Дмитриев и Николай Евлампиевич Кутейников. През 1870 в Санкт Петербург са заложени двата еднотипни кораба: „Генерал-адмирал“ и „Александр Невский“.
Корабите са еднакви във всичко освен във въоръжението и парната машина. „Герцог Единбургский“ е въоръжен с четири 203 mm оръдия, разположени в брониран каземат в средната част на кораба и две 152 mm оръдия, разположени на носа и на кърмата на въртящи се платформи. Парната му машина е с мощност 5223 индикаторни к.с. и е построена в Балтийския завод.

## Строителство
Заложен е на 15 септември 1870 г. под името „Александр Невский“. На 26 януари 1872 г. е преименуван на „Герцог Эдинбургский“. Спуснат е на вода на 29 август 1875 година. Влиза в строй през 1877 г. Построен е на стапелите на Балтийския завод под наблюдението на Николай Евлампиевич Кутейников.

## История на службата
- 1892 – Прекласифициран като крайцер от 1-ви ранг.
- 1897 – Основен ремонт.
- 1898 – Преведен в състава на Учебно артилерийския отряд на Балтийския флот.
- 1909 – Преоборудван е в минен транспорт.
- 25 октомври 1909 – Получава ново име: „Онега“.
- 1914 – Участва в минно заградителни операции в Балтийско море.
- Септември 1914 – Изваден от активна служба поради изчерпване на ресурса на котлите му.
- 1 октомври 1914 – Превърнат в блокшив № 9.
- 12 април 1918 – Интерниран в Хелзинки.
- 12 – 18 май 1918 – Отбуксиран в Кронщад.
- 28 ноември 1918 – Получава ново име: „Барикада“.
- 1 януари 1932 – Превърнат в блокшив № 5.
- Юли 1939 – е под разпореждането на минно торпедното управление на КБФ.
- 1945 – предаден за скрап.